# Bumiputera
Bumiputera ou Bumiputra (Jawi: بوميڤوترا) é um termo malaio para descrever o povo malaio e outros povos indígenas do sudeste da Ásia e que é usado principalmente na Malásia. O termo vem da palavra sânscrita bhumiputra, que pode ser traduzida literalmente como "filho da terra" (bhumi = terra, putra = filho).
Na década de 1970, o governo malaio implementou políticas que a revista The Economist classificou como "discriminação racial", destinadas a favorecer os bumiputras (incluindo com ações afirmativas no ensino público) para criar oportunidades e para acalmar as tensões inter-étnicas após a violência prolongada contra os malaios chineses durante os incidentes de 13 de maio de 1969. Estas políticas têm conseguido criar uma classe urbana significativa e até mesmo uma classe média nativa de Bornéu. No entanto, elas têm sido menos eficazes na erradicação da pobreza entre as comunidades rurais. Além disso, alguns analistas têm notado uma reação de ressentimento em grupos excluídos, em particular entre as consideráveis minorias de descendentes de chineses e indianos que vivem no país.